# Nervo mediano
Il nervo mediano è un nervo misto, uno dei cinque nervi principali originati dal plesso brachiale, che nasce dall'unione di due radici provenienti rispettivamente dal tronco secondario laterale e dal tronco secondario mediale del sopracitato plesso.  Comprende fibre provenienti da quasi tutti i nervi del plesso (C6, C7, C8 e T1).

## Decorso
Il nervo mediano nasce dai rami delle corde laterali e mediali del plesso brachiale, scorre attraverso la parte anteriore del braccio, dell'avambraccio e della mano e termina fornendo i muscoli della mano.

### Braccio
Il nervo mediano origina in cavità ascellare dall'unione delle due radici mediale e laterale, che convergono a V davanti all'arteria ascellare formando un'ansa nota come forca del nervo mediano. Entra nel braccio dall'ascella in corrispondenza del margine inferiore del muscolo grande rotondo. Percorre la loggia anteriore del braccio, davanti al setto intermuscolare mediale e lateralmente all'arteria brachiale. Costeggia prima il muscolo coracobrachiale e poi il margine mediale del bicipite. A livello variabile durante il suo decorso nel braccio scavalca l'arteria e pertanto vi si pone medialmente. Giunto a questa altezza dà un ramo per l'articolazione del gomito.

### Avambraccio
A livello del gomito passa sotto il lacerto fibroso del bicipite e quindi prosegue nell'avambraccio passando tra il capo ulnare e il capo omerale del muscolo pronatore rotondo. Decorre nella loggia anteriore dell'avambraccio fra il piano superficiale e quello profondo, mantenendosi in posizione mediana. Lungo il suo decorso nell'avambraccio il nervo emette rami per tutti i muscoli della loggia anteriore a eccezione del flessore ulnare del carpo e della parte mediale del flessore profondo delle dita, innervati dal nervo ulnare. Emette inoltre un ramo sensitivo per la membrana interossea e per l'articolazione del polso (nervo interosseo anteriore). Il nervo mediano è accompagnato da un'arteria mediana (un ramo dell'arteria interossea anteriore) durante questo decorso. In vicinanza del polso emette un ramo sensitivo (nervo palmare cutaneo) che fornisce innervamento sensoriale per la parte laterale del palmo della mano, in particolare per l'eminenza tenar del palmo, e alla zona centrale del palmo, ma non per le dita. Il nervo emette anche un ramo comunicante che si porta al nervo ulnare; inoltre emette rami vascolari che innervano le arterie radiali e ulnari. Giunto a circa 5 cm sopra il retinacolo dei flessori, emerge tra il muscolo flessore superficiale delle dita (medialmente) e il muscolo flessore radiale del carpo (lateralmente) nella mano.

### Mano
Raggiunto il polso, si impegna nel tunnel carpale, in profondità fino al retinacolo dei flessori, insieme ai tendini del muscolo flessore superficiale delle dita, del muscolo flessore profondo delle dita e del muscolo flessore lungo del pollice. A partire da lì il nervo si divide nei suoi rami terminali e cioè in rami muscolari ricorrenti e rami cutanei digitali.. 
- I rami muscolari (noti anche come rami ricorrenti) forniscono i muscoli dell'eminenza tenar e per questo motivo il nervo è spesso indicato con il nome di nervo dell'eminenza tenar. Questo nervo innerva con tre rami distinti tre muscoli dell'eminenza tenar: il muscolo abduttore breve del pollice, il muscolo opponente del pollice e il capo superficiale del muscolo flessore breve del pollice.
- I rami cutanei digitali (o nervi digitali palmari) si distribuiscono alla cute palmare delle prime tre dita e della parte laterale del 4º dito; inoltre innervano anche la faccia dorsale delle falangi distali. Hanno una componente muscolare destinata ai primi due muscoli lombricali.

## Territorio di innervazione
La sua componente muscolare è destinata a gran parte dei muscoli della loggia anteriore dell'avambraccio (a eccezione dei più mediali) e della muscolatura intrinseca della mano (quasi tutta l'eminenza tenar e i primi due muscoli lombricali). La parte sensitiva innerva invece la cute laterale del palmo della mano e la cute palmare delle prime 3 dita, alla quale si aggiungono tutte le falangi distali. A volte innerva la cute palmare laterale del 4º dito.

## Variabilità anatomiche
Esistono diverse variabilità anatomiche di decorso del nervo mediano.
- La biforcazione del nervo mediano si verifica in genere dopo che il nervo è uscito dal tunnel carpale. Tuttavia, in una piccola percentuale (5-10%) di individui, il nervo mediano si biforca più prossimalmente nel tunnel carpale, nel polso o nell'avambraccio.
- Durante la gestazione, un'arteria mediana che irrora la mano si oblitera. Tuttavia, in alcuni individui l'arteria mediana non scompare e viene a decorrere in prossimità del nervo mediano nella mano.
- Le anastomosi di Martin-Gruber possono verificarsi quando i rami del nervo mediano si incrociano nell'avambraccio e si fondono con il nervo ulnare per innervare porzioni dell'avambraccio stesso.
- Anastomosi di Riche-Cannieu possono verificarsi quando vi è una connessione tra il ramo ricorrente del nervo mediano e il ramo profondo del nervo ulnare della mano.

## Lesioni
La lesione del nervo mediano al polso comporta la paralisi di quasi tutti i muscoli dell'eminenza tenar del pollice, a esclusione dell'adduttore e del capo profondo del flessore breve, che sono innervati dal nervo ulnare.
La deformità che si manifesta clinicamente è a carico soprattutto del pollice, il quale si estende portandosi sullo stesso piano delle dita lunghe. Tale deformità è causata dallo sbilanciamento tra i muscoli dell'eminenza tenar, paralizzati a causa della lesione del nervo e i muscoli estrinseci estensori del pollice (estensore lungo del pollice, abduttore lungo del pollice, estensore breve del pollice) innervati dal nervo radiale: il pollice viene quindi trascinato in estensione sotto la prevalente forza degli estensori.
La lesione del nervo mediano comporta inoltre la graduale chiusura dello spazio tra pollice e secondo dito, a causa della forza esercitata dal muscolo adduttore del pollice, innervato dal nervo ulnare.